# Zico (raper)
Zico (kor. 지코, ur. 14 września 1992), właśc. Woo Ji-ho – południowokoreański raper, producent muzyczny, piosenkarz i autor tekstów oraz lider boysbandu Block B. Wydał trzy solowe albumy: Gallery (2015), Television (2017) i Thinking (2019), który został wydany w dwóch częściach.
Zico jest znany ze swoich umiejętności crossoverowych na koreańskiej scenie hip-hopowej, utrzymując undergroundową reputację razem z mainstreamową popularnością jako koreańskiego idola. Jest także producentem muzyki K-popowej i koreańskiego hip-hopu. W 2015 roku pojawił się jako producent z Paloalto z Hi-Lite Records w rapowym hip-hopowym programie telewizyjnym Show Me the Money 4, a w szóstym sezonie tego programu był w zespole producenckim ze swoim wieloletnim kolegą i przyjacielem Deanem. Jest członkiem ekipy hip-hopowej Fanxy Child.

## Historia

### Wczesne życie i początki kariery
Zico urodził się w Seulu 14 września 1992 roku. Ukończył wokalistykę w Seoul Music High School. W słowach swojej piosenki „Release” wspomina, że za granicą spędził studiując rok w Kanadzie i rok w Chinach, a także trzy lata w Japonii.
Karierę muzyczną rozpoczął jako undergroundowy raper o pseudonimie Nacseo (kor. 낙서, tłum. „bazgroły”). Występował jako Nacseo w japońskiej undergroundowej scenie hip-hopowej razem z załogami „Dope Squad” i „Undisputed”. Jako nastolatek wziął udział w przesłuchaniu do SM Entertainment.
W 2009 roku oficjalnie zadebiutował z Park Kyungiem w duecie o nazwie „Harmonics” w Korei, z cyfrowym singlem „The Letter”. W tym samym roku dołączył też do Stardom Entertainment. Wystąpił w utworach „Marshmallow” IU, „Expectations for K-Hip Hop” Cho PD i „Outsiders” Jung Seul-gi.
W 2010 roku wydał swój pierwszy mixtape Zico on the Block, który został dobrze przyjęty przez koreańską scenę hip-hopową.

## Dyskografia
Albumy studyjne
- Thinking (2019)

Minialbumy
- Gallery (2015)
- Television (2017)

Mixtape'y
- Lightning (2010) (z Park Kyungiem)
- Ninja Files (2010) (z Park Kyungiem)
- Baton Track Chapter (2010) (z Park Kyungiem)
- Zico on the Block (2010)
- Zico on the Block 1.5 (2012)

## Filmografia

### Programy telewizyjne
| Rok  | Tytuł                        | Stacja telewizyjna | Uwagi                         |
| ---- | ---------------------------- | ------------------ | ----------------------------- |
| 2012 | The Show                     | SBS                | prowadzący (razem z P.O)      |
| 2014 | Fashion King Korea           | SBS                | uczestnik (razem z P.O)       |
| 2015 | Show Me The Money 4          | Mnet               | sędzia i producent z Paloalto |
| 2016 | Celebrity Bromance           | MBig TV            | razem z Choi Tae-joon         |
| 2017 | Show Me The Money 6          | Mnet               | sędzia i producent Dean       |
| 2018 | Wanna One Go Season 3: X-CON | Mnet               | producent                     |
| 2019 | Produce X 101                | Mnet               | producent                     |
| 2020 | I-LAND                       | Mnet               | producent                     |

### Programy radiowe
| Rok  | Tytuł         | Stacja    | Uwagi      |
| ---- | ------------- | --------- | ---------- |
| 2019 | Thinking Bout | Naver NOW | prowadzący |